# Cynanchum oresbium
Cynanchum oresbium är en oleanderväxtart som först beskrevs av Peter Vincent Bruyns, och fick sitt nu gällande namn av Goyder. Cynanchum oresbium ingår i släktet Cynanchum och familjen oleanderväxter. Inga underarter finns listade i Catalogue of Life.